# Hamatocanthoscypha
Hamatocanthoscypha — рід грибів родини Hyaloscyphaceae. Назва вперше опублікована 1977 року.